# Wugong Airbase
Die Ausbildungsbasis Wugong der Luftwaffe (chinesisch 武功縣空軍訓練基地 / 武功县空军训练基地, Pinyin Wǔgōng Xiàn Kōngjūn Xùnliàn Jīdì),
im Ausland auch Wugong Airbase genannt, ist eine Basis des strategischen Bomberkommandos Chinas an der Grenze des Kreises Wugong und des Stadtbezirks Yangling im Südosten der bezirksfreien Stadt Xianyang, Provinz Shaanxi.
Die Luftwaffenbasis liegt etwa 20 km nördlich der Provinzhauptstadt Xi’an. Dort ist seit 1955 die 36. Bomberdivision (空军航空兵第36师) stationiert, auch bekannt als „Einheit 39370“ (39370部队),
mit den Bomberregimenten 106, 107 und 108, auch bekannt als „Einheit 39373“, „Einheit 39376“ bzw. „Einheit 39379“.
Seit dem 28. Februar 1969 sind auf der Basis strategische Langstreckenbomber vom Typ Xian H-6 stationiert. Ab August 1976 wurde die Division auch mit zu elektronischen Aufklärungsflugzeugen und elektronischen Störflugzeugen umgebauten Langstreckenbombern vom Typ Tupolew Tu-4 ausgerüstet, die ab dem 16. April 1982 im Bomberregiment 106 zusammengefasst wurden, das zu einem Regiment für Elektronische Kampfführung (侦察干扰团) umgebaut wurde. Bereits am 11. März 1978 war beim Bomberregiment 106 ein Aufklärungsdrohnen-Geschwader (无人驾驶侦察机大队) aufgestellt worden, das ab dem 30. November 1981 mit Drohnen vom Typ Wuzhen 5 der damaligen Luftfahrtakademie Peking ausgestattet wurde. Seit den 1990er Jahren ist die 36. Bomberdivision neben den klassischen Atombombern mit Aufklärungsflugzeugen vom Typ Xian H-6B sowie dem H-6G ausgerüstet, das als Leitflugzeug für vom Boden gestartete Marschflugkörper fungiert.